# William F. Packer

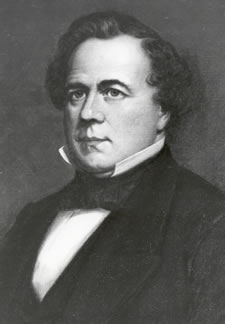
William Packer

William Fisher Packer (* 2. April 1807 im Centre County, Pennsylvania; † 27. September 1870 in Williamsport, Pennsylvania) war ein US-amerikanischer Politiker (Demokratische Partei) und von 1858 bis 1861 der 14. Gouverneur des Bundesstaates Pennsylvania.

## Frühe Jahre und politischer Aufstieg
Nach der Grundschule studierte Packer Jura. Sein großes Interesse galt aber schon immer dem Journalismus. Nach einer siebenjährigen Lehre im Druckerei- und Pressewesen wurde er Mitbesitzer der Zeitung „Lycoming Gazette“, die in Williamsport erschien und der Demokratischen Partei nahestand. Zwischen 1829 und 1836 blieb er bei dieser Zeitung. Danach gehörte er zu den Mitbegründern der „Keystone Gazette“, einer ebenfalls demokratisch gesinnten Zeitung in Harrisburg.
Unter anderem hatte Packer den demokratischen Gouverneur David Rittenhouse Porter unterstützt. Dieser revanchierte sich nach seiner Wahl mit der Ernennung Packers zum Kanalbeauftragten des Staates Pennsylvania. Dieses Amt übte er von 1839 bis 1842 aus. Zwischen 1842 und 1845 war er Leiter des Rechnungshofes (Auditor General) von Pennsylvania. Außerdem wurde er Präsident der 1846 neu gegründeten Susquehanna-Railroad-Eisenbahngesellschaft. In den folgenden Jahren war er sowohl im Repräsentantenhaus – wo er zeitweise als Speaker fungierte – als auch im Senat von Pennsylvania. 1856 unterstützte er den Präsidentschaftswahlkampf von James Buchanan. Im Jahr 1857 wurde er zum neuen Gouverneur seines Staates gewählt. Bis zum Jahr 1883 sollte dies der letzte Sieg der Demokraten bei Gouverneurswahlen in Pennsylvania sein.

## Gouverneur von Pennsylvania
William Packer trat sein neues Amt am 19. Januar 1858 an. Als Gouverneur setzte er den von seinem Vorgänger James Pollock begonnenen Verkauf der staatlichen Anteile an den Kanälen und Eisenbahnen fort. Er führte auch die Schulpolitik seines Vorgängers fort. Damals wurde ein Gesetz erlassen, das die staatlichen Banken verpflichtete, nicht mehr Geld in Umlauf zu bringen als die Summen, die durch Sicherheiten abgesichert waren.
Packers Amtszeit als Gouverneur endete am 15. Januar 1861, kurz vor Ausbruch des Bürgerkrieges. Im Vorfeld des Krieges setzte sich Packer erfolglos für eine friedliche Lösung des Konflikts ein. Danach zog er sich ins Privatleben zurück. William Packer starb im September 1870. Er war mit Mary W. Vanderbelt verheiratet, mit der er zehn Kinder hatte.